# Valentin Keel
Valentin Keel (* 3. Januar 1874 in Rebstein; † 30. August 1945 in St. Gallen) war ein Schweizer Politiker der Sozialdemokratischen Partei (SP).

## Leben

### Familie
Valentin Keel wurde als Sohn des Bäckers Georg Alois Keel und von dessen Ehefrau Maria Anna (geb. Keel) geboren. Im Jahr 1898 heiratete er Karolina Franziska, die Tochter von Maria Kreszentia Ruof aus Memmingen in Bayern.

### Werdegang
Nach seiner schulischen Ausbildung in Rebstein und an der Sekundarschule in Altstätten begann Valentin Keel eine Lehre als Stickereizeichner. Er arbeitete acht Jahre in München und kehrte 1901 nach St. Gallen zurück.
Er engagierte sich frühzeitig im Grütliverein und trat 1909 der Sozialdemokratischen Partei (siehe SP Kanton St. Gallen) bei. In der Folge war er von 1909 bis 1924 Mitglied des St. Galler Kantonsrats, wo er sich für die Belange der Arbeiter und sozial Benachteiligten einsetzte.
Von 1912 bis 1916 war er Sekretär des Stickereizeichnerverbands der Ostschweiz und von 1916 bis 1930 Redaktor der sozialdemokratischen Zeitung Volksstimme. In dieser Rolle setzte er sich für die Anliegen der Arbeiterklasse ein und prägte die öffentliche Debatte mit scharfem Verstand und oft bissigem Witz. Als Redaktor folgte ihm Franz Schmidt (1902–1947).
Seine politische Karriere setzte sich im Nationalrat fort, wo er vom 1. Dezember 1919 bis zum 6. Dezember 1931 tätig war. Anschließend wurde er 1930 zum Regierungsrat des Kantons St. Gallen gewählt, wo er das Polizeidepartement leitete. In dieser Position trat er nationalsozialistischen und frontistischen Umtrieben entgegen.
Während seiner Amtszeit als Regierungsrat war Valentin Keel mit zahlreichen Herausforderungen konfrontiert, insbesondere in Bezug auf die Einwanderungspolitik während der Zeit des Nationalsozialismus. Er tolerierte über längere Zeit, dass der ihm unterstellte Polizeikommandant Paul Grüninger als leitender Grenzbeamter Juden und Sozialisten trotz bestehender Grenzsperren großzügig ins St. Galler Rheintal einreisen ließ und verhalf auch persönlich Flüchtlingen an der Grenze.
Im Frühjahr 1939 distanzierte Valentin Keel sich auf Druck von Heinrich Rothmund von der eidgenössischen Fremdenpolizei und im Interesse seiner Wiederwahl als Regierungsrat von Paul Grüninger und zwei seiner unterstellten Landjäger, nachdem Anschuldigungen gegen ihn durch den Schweizerischen Vaterländischen Verband in der Presse erhoben worden waren. Valentin Keel gab an, er habe mit der laxen Praxis des Polizeikommandanten nichts zu tun gehabt und verhielt sich in der Folge äusserst passiv und mischte sich kaum mehr in die Flüchtlingspolitik ein. Die Entlassung Grüningers, der völlig verarmt starb, die auf „Urkundenfälschung und Amtspflichtverletzungen“ beruhte, war eine politische Kehrtwende, die Valentin Keel möglicherweise auch aus Eigeninteresse vornahm; auch die beiden Landjäger wurden aus dem Polizeidienst entlassen.
Valentin Keel übte von 1933 bis 1934 und von 1938 bis 1939 das Amt des Landammanns aus. 1942 trat er von seinem Amt als Regierungsrat aus Altersgründen zurück.
Von 1932 bis 1937 war er überdies Mitglied des Verwaltungsrats der Schweizerischen Unfallversicherungsanstalt.

## Trivia
Die damalige Handlung wurde verfilmt und erschien als Fernsehfilm Akte Grüninger 2014, allerdings vermischt das Drehbuch die historischen Fakten mit fiktionalen Elementen.

## Schriften (Auswahl)
- Die ostschweizerische Stickereiindustrie. In: Rote Revue, Band 6, Heft 1. S. 23–29 (Digitalisat).